# Острин, Григорий Александрович
Григорий Александрович Острин (15 сентября 1930, Сталино, Украинская ССР — 5 июля 2016) — советский и российский актёр театра и кино.

## Биография
Родился 15 сентября 1930 года на Украине. Отец — Александр Ефимович Острин — был репрессирован в 1938 году; мать — Лидия Эммануиловна Острина (урождённая Хайкина, 1903—1987) — была осуждена на 8 лет ИТЛ (1938) как член семьи изменника Родины (срок отбывала в Акмолинском лагере). Родители происходили из Мариуполя.
Воспитывался в интернате. В 1949 году поступил на факультет актёрского мастерства (класс Т. Г. Сойниковой) Ленинградского театрального института имени А. Н. Островского (ныне Российский государственный институт сценических искусств, РГИСИ), где учился вместе с Ниной Ургант и Львом Милиндером. Закончил в 1953 году.
С 1954 года играл в Калининградском драматичерском театре. Впоследствии работал в театрах Калинина и Ленинграда. В 1968 году вошёл в труппу московского театра «Современник», в котором прослужил до конца жизни.
Дебют в кинематографе состоялся в 1968 году, когда Острин сыграл в историко-революционном фильме «Шестое июля» режиссёра Юлия Карасика.
Внук — историк философии и экономической мысли, переводчик, публицист Иван Болдырев.

## Театральные работы

### «Современник»
- 1968 - Михаил Иванович Костылев - М. Горький  "На дне"
- 1968 - Мастер Никола - Р. Стоянов "Мастера"
- 1970 - Илья Афанасьевич Шамраев - А. Чехов "Чайка"
- 1975 — Фёдор Карлович, врач — М. Рощин «Эшелон»
- 1975 — Кактус — Л. Устинов, О. Табаков «Белоснежка и семь гномов»
- 1975 — Александр Машков — В. Розов «Традиционный сбор»
- 1976 — Прохожий — А. П. Чехов «Вишнёвый сад»
- 1976 — Черепок — Б. Васильев «Не стреляйте в белых лебедей»
- 1976 — Бонч-Бруевич — М. Шатров «Большевики»
- 1977 — Прохожий — М. Рощин «Валентин и Валентина»
- 1977 — Сантехник — В. Шукшин «А поутру они проснулись»
- 1977 — Судья — А. Володин «С любимыми не расставайтесь»
- 1977 — Казнаков Павел Николаевич — А. Гельман «Обратная связь»
- 1978 — Хомутов — А. Вампилов «Провинциальные анекдоты»
- 1981 — Штаубе-Майер — Ю. Семёнов «Поиск-891»
- 1987 — Старик — А. Миллер «Случай в Виши»
- 1988 — Парторг — Ч. Айтматов «Плаха»
- 1989 — Второй таможенник — В. Войнович, Г. Горин «Кот домашний средней пушистости»
- 1994 — Дюбарта — Ж. Ануй «Четыре строчки для дебютантки»
- 2001 — Парамонов, купец 1-й гильдии — М. Е. Салтыков-Щедрин «Балалайкин и К°»
- 2011 — Натан Пешельс — Исаак Башевис Зингер «Враги: история любви»

### Международная Чеховская лаборатория
- 2006 — «Дядя Ваня» (А. П. Чехов, реж. В. Гульченко) — профессор Серебряков

## Фильмография

### Актёр
- 1968 — Шестое июля — Донат Черепанов, член ЦК партии левых эсеров
- 1970 — Поезд в завтрашний день
- 1972 — Бой после победы — фон Ранке
- 1972 — На дне — Михаил Иванович Костылёв, содержатель ночлежки
- 1973 — Цемент — Чибис, председатель ЧК
- 1974 — Пятёрка за лето — Крохалёв, капитан милиции
- 1977 — Личное счастье — Григорий Панфилович Стишилов, главный санитарный врач города, начальник Ильи Дорошина
- 1977 — Свидетельство о бедности — Тарасов Владимир Иванович
- 1977 — Собственное мнение
- 1979 — Активная зона — Полуянович, начальник блока АЭС
- 1980 — Большая — малая война — Врангель
- 1982 — Профессия — следователь (1 серия) — Михаил Угрюмов, директор комбината
- 1983 — Молодые люди — эпизод
- 1984 — Лучшие годы
- 1985 — Дети солнца — Яков Трошин
- 1985 — Неудобный человек
- 1986 — Одинокий автобус под дождём — полковник Вишан
- 1987 — Большевики — Бонч-Бруевич, заместитель председателя Совета врачебных коллегий
- 1988 — Эсперанса (исп. Esperanza; СССР, Мексика) — Владимир Ольховский в старости
- 1988 — Эшелон — Фёдор Карлыч
- 1989 — Женщины, которым повезло — Геннадий Николаевич, режиссёр из Калуги
- 1991 — Дело Сухово-Кобылина — Троицкий, следователь
- 1997 — Обида
- 2003 — Каждый взойдёт на Голгофу (Казахстан, Россия) — «Туз» (старый)

### Сценарист
- 1968 — Обида